# Mudung Darat
Mudung Darat is een bestuurslaag in het regentschap Muaro Jambi van de provincie Jambi, Indonesië. Mudung Darat telt 1580 inwoners (volkstelling 2010).